# Bud Bud (spot de surf)
Bud Bud est un spot de surf français situé dans la région Pays de la Loire dans la commune de Longeville-sur-Mer en Vendée accessible depuis le quartier des Conches, au sud de la commune.

### Lien externe

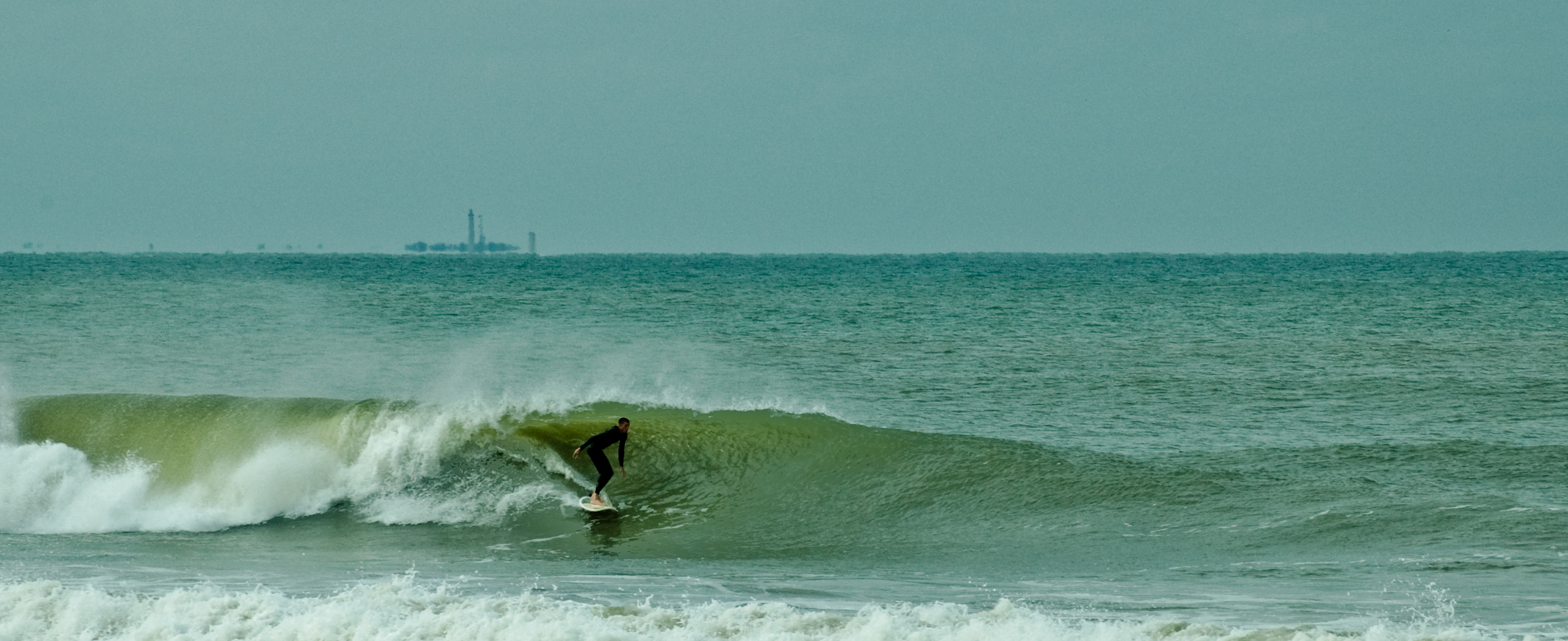
Surfeur pratiquant sur le site de Bud Bud